# IŻ (motocykl)

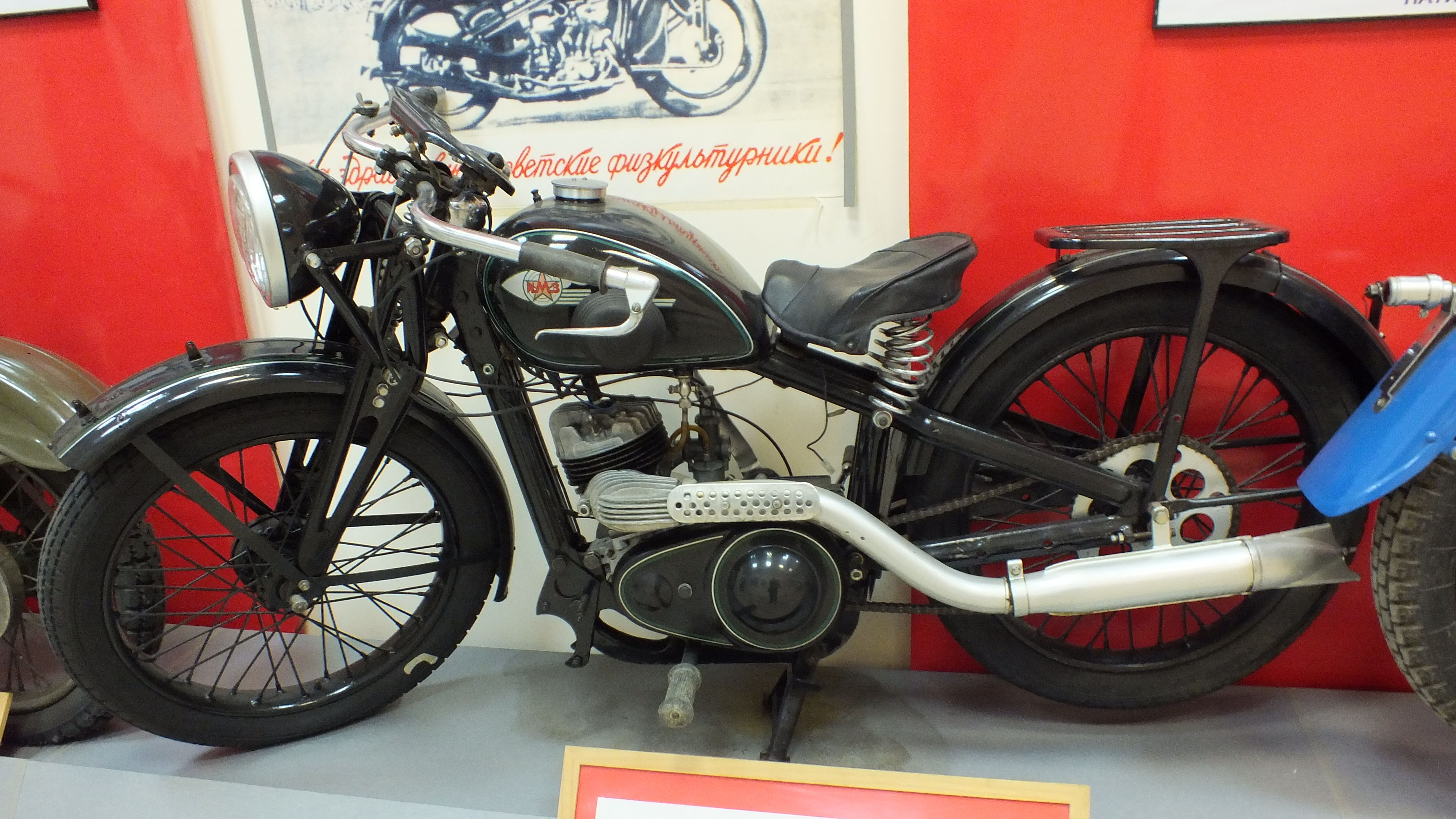
Iż-8 (1938)

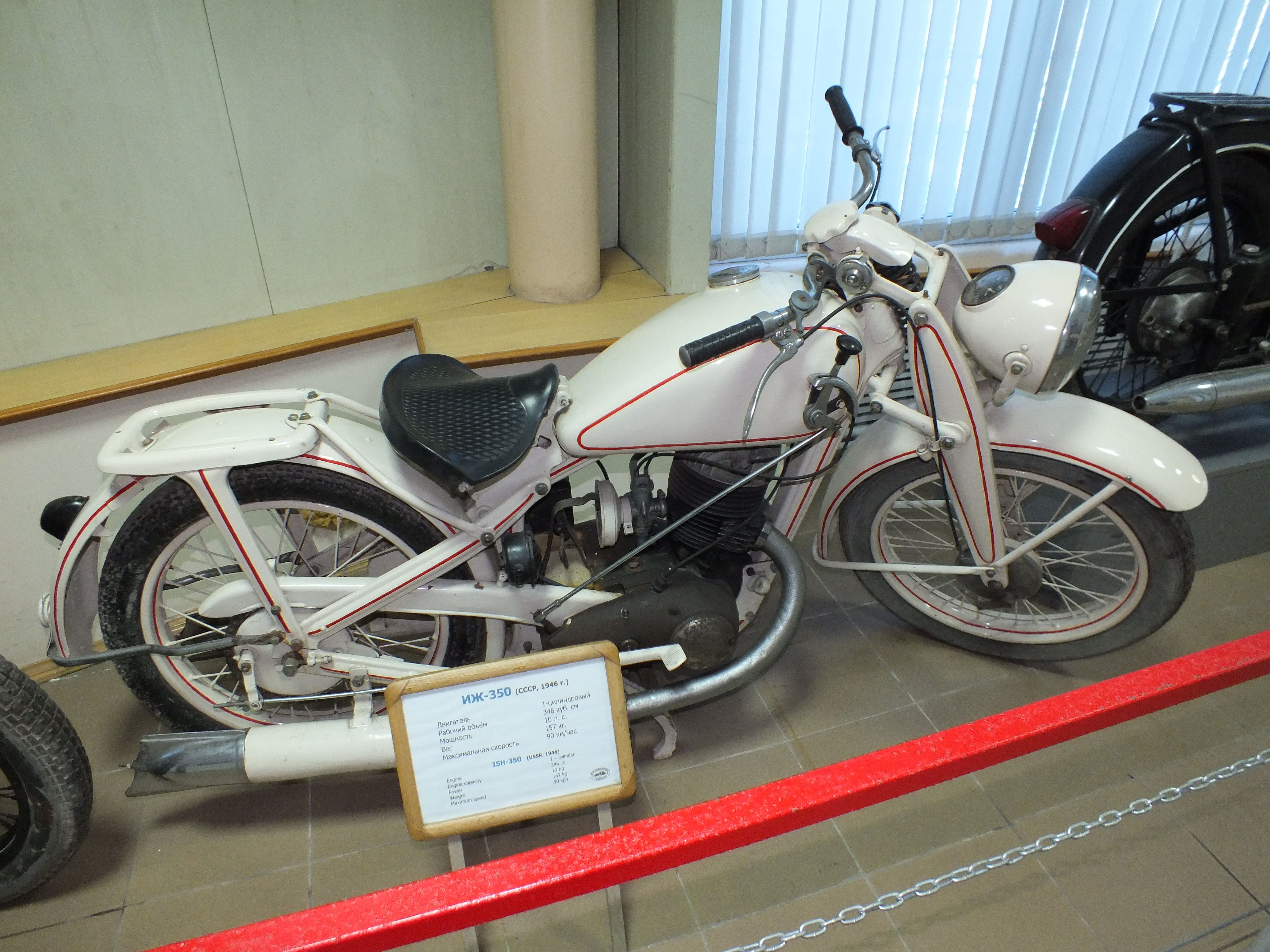
Iż-350 (1946)

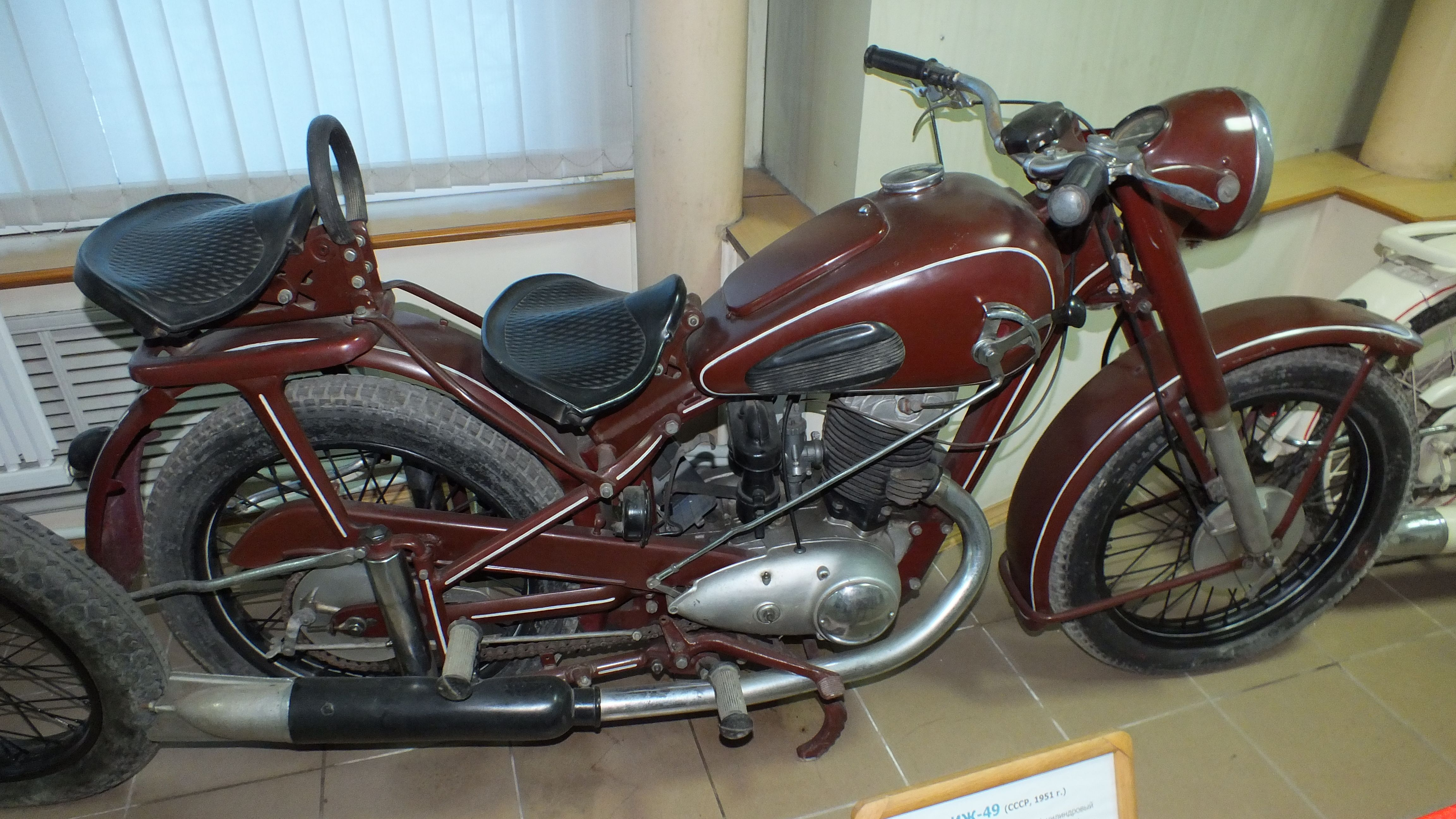
Iż-49 (1951)

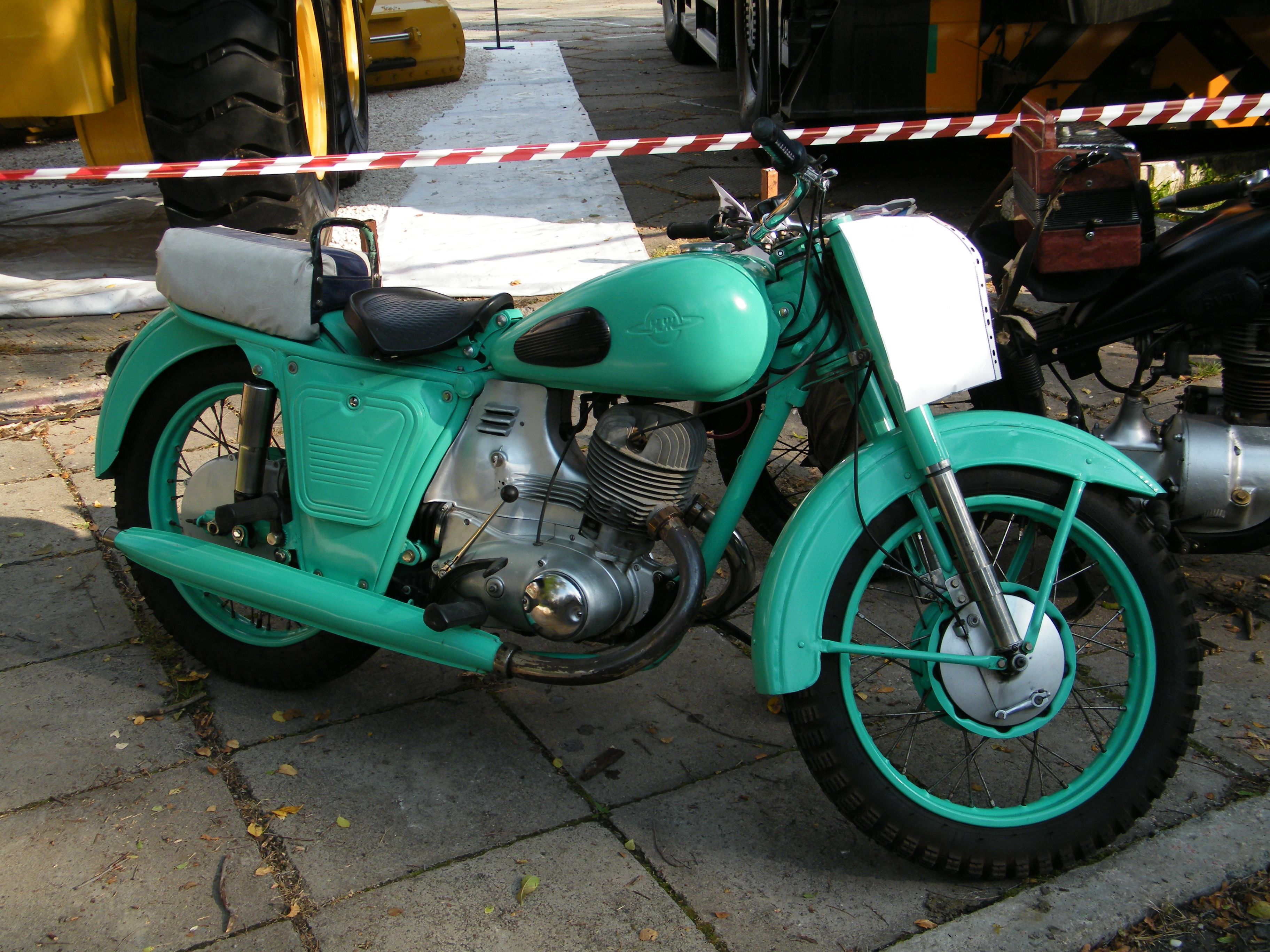
Iż-56 (1956)

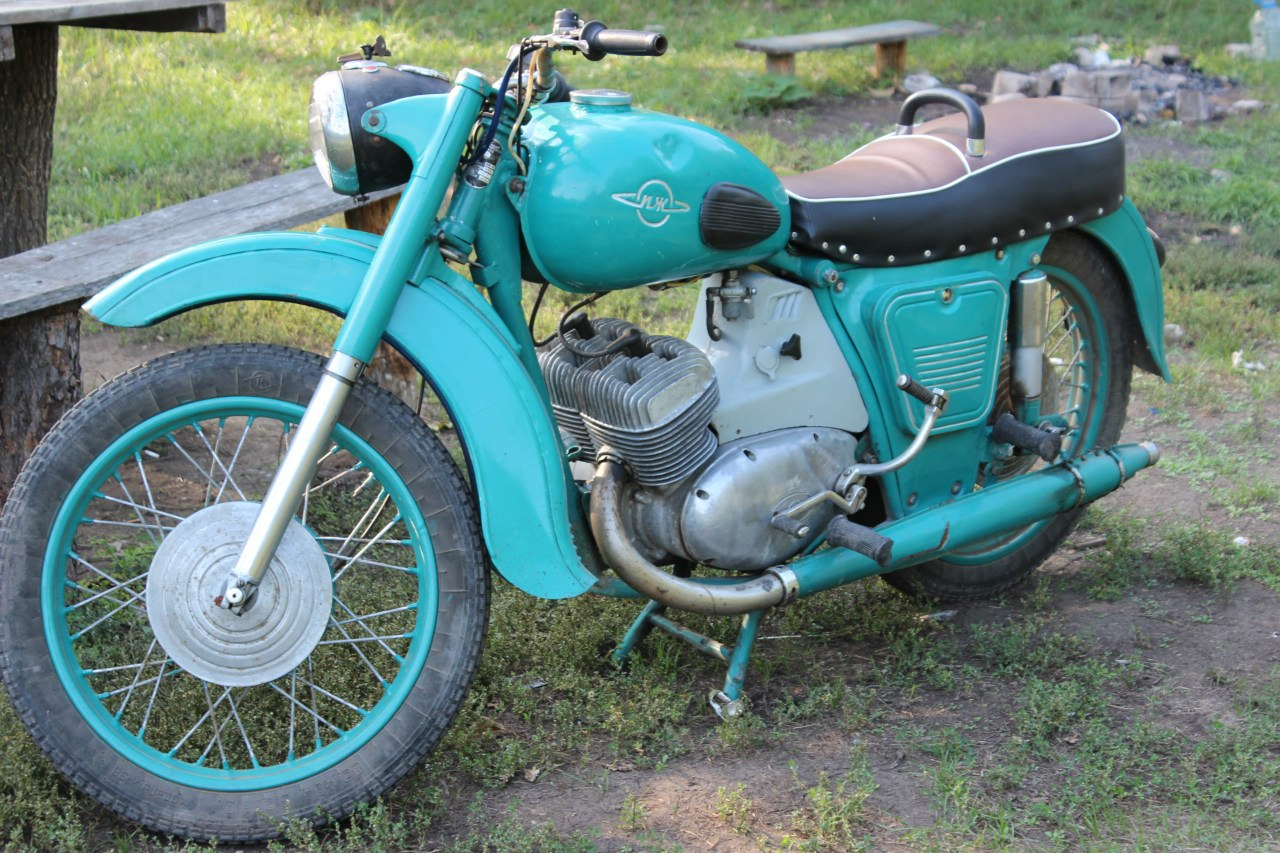
Iż Jupiter-2 (1966)

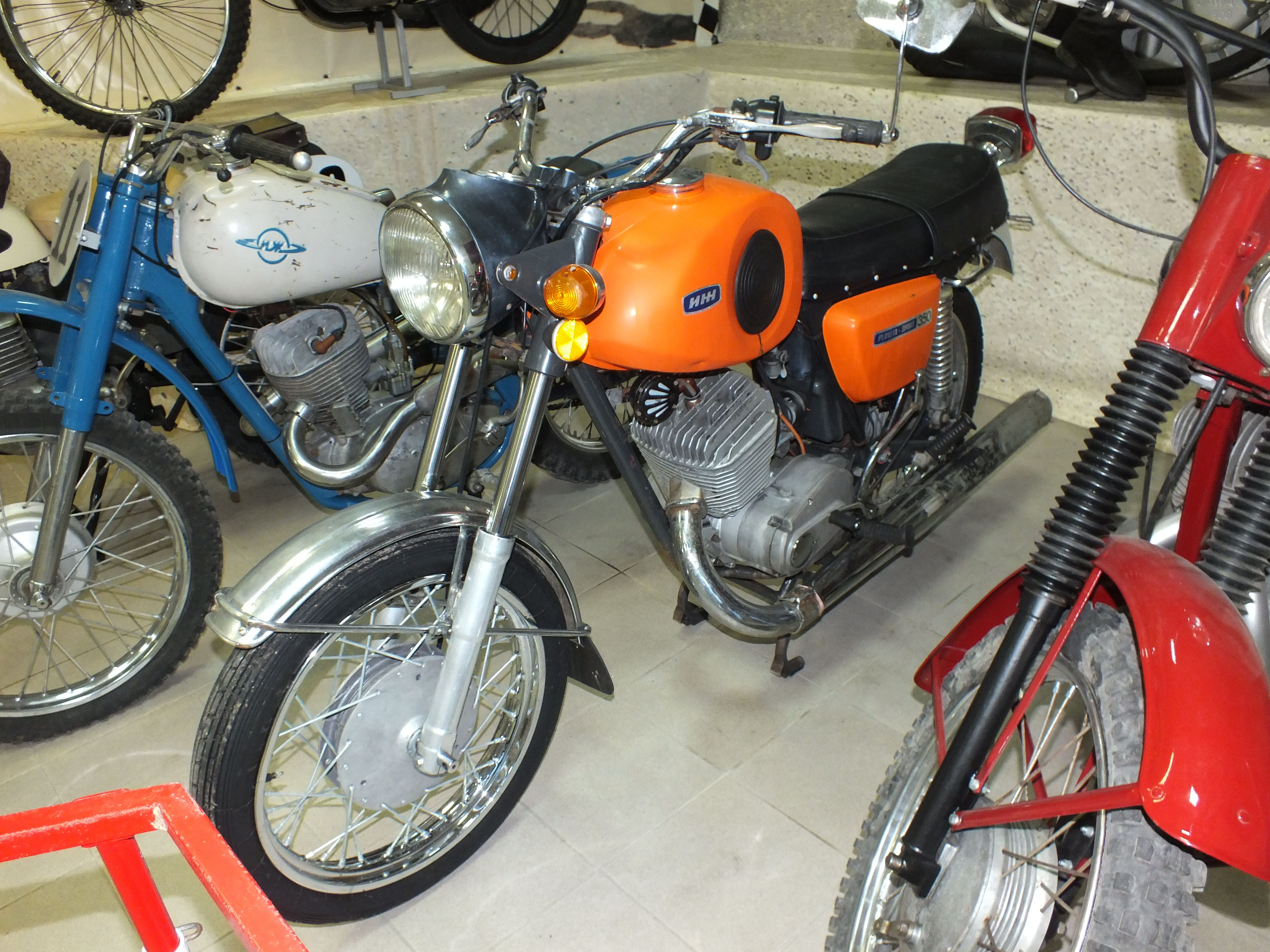
Iż Planeta Sport 350 (1973), za nim jeden ze sportowych Iżów

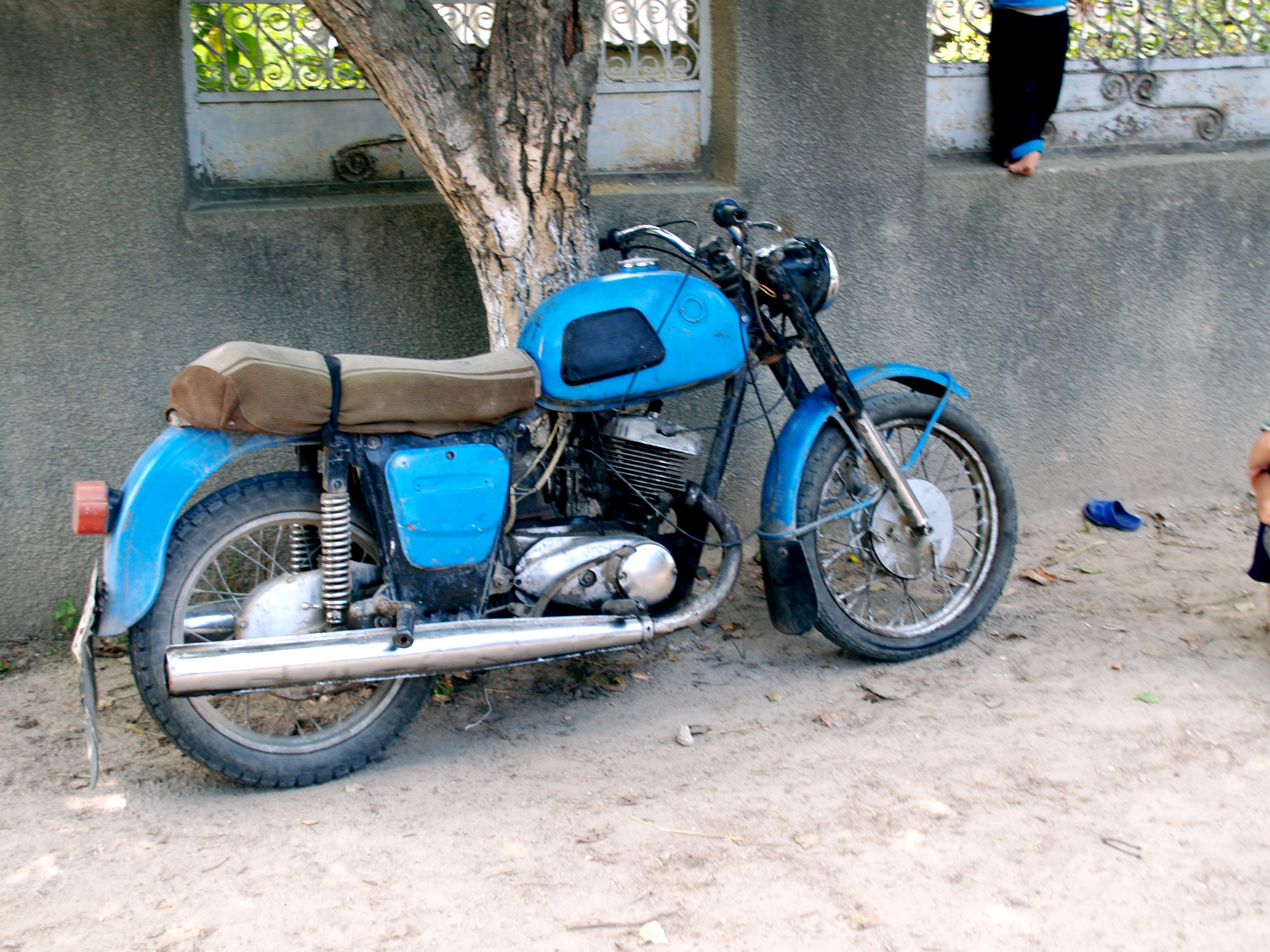
Iż Planeta-3-01 (1978)

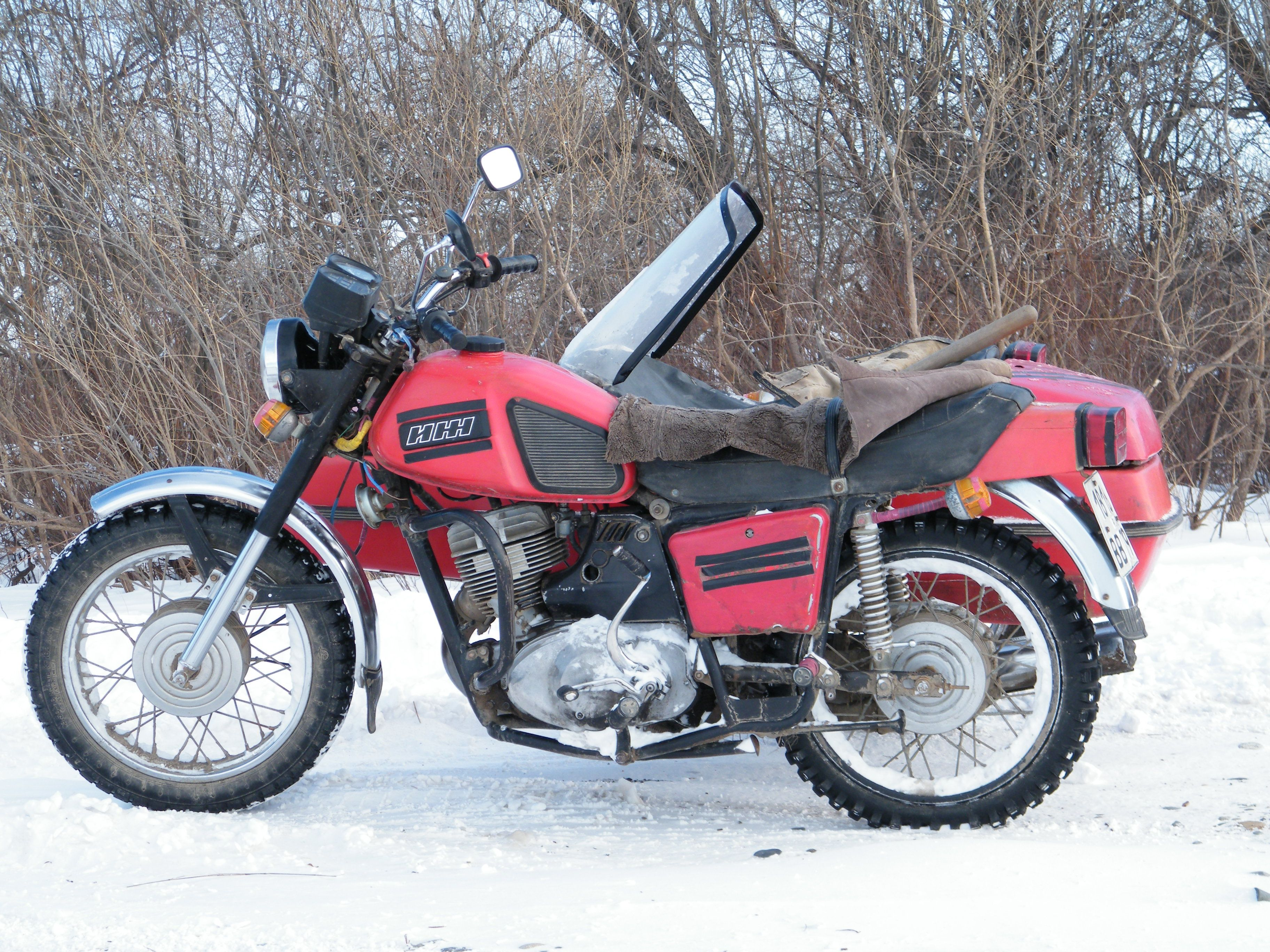
Iż Planeta-5K z wózkiem bocznym

IŻ, Iż (ros. Иж) – marka rosyjskich motocykli produkowanych w latach 1933–2008 w Iżewsku przez państwowy przemysł ZSRR, następnie Rosji. Pierwsze motocykle pod tą marką powstały w 1929 roku, następnie od 1933 roku produkował je seryjnie zakład IżMZ. Po II wojnie światowej motocykle Iż produkował  kombinat Iżmasz (Iżewskij Maszynostroitielnyj Zawod – Iżewskie Zakłady Maszynowe), a od 1996 roku spółka Iżmasz-Moto. Był to jeden z głównych producentów motocykli w ZSRR – do 1999 roku wyprodukowano ponad 10 milionów motocykli Iż. Zakłady specjalizowały się po wojnie aż do lat 90. w średnich motocyklach klasy 350 cm³, a także motocyklach sportowych. Oprócz motocykli, markę Iż, pochodzącą od nazwy rzeki, nosiły także samochody produkowane przez Iżmasz (następnie IżAwto) oraz inne wyroby.

## Historia

### Pierwsze konstrukcje doświadczalne
Po I wojnie światowej, do końca lat 20. centralnie planowany przemysł ZSRR nie produkował motocykli, a wcześniej w przedrewolucyjnej Rosji produkowano je na małą skalę. Dopiero pod koniec tej dekady władze doceniły motocykl jako dobry i względnie tani środek masowej motoryzacji. Przy poparciu towarzystwa Awtodor, wspierającego rozwój motoryzacji i dróg, postanowiono rozpocząć projektowanie własnych motocykli w zakładach maszynowych i zbrojeniowych w Iżewsku (ówczesny Iżstalzawod, wchodzący w skład zjednoczenia Rużpultriest). Jedną z przyczyn wyboru miejsca była wysoka jakość produkcji zakładów, wiążąca się z produkcją zbrojeniową. W 1928 roku zgromadzono tam grupę inżynierów, pod kierunkiem Piotra Możarowa, która zajęła się opracowaniem projektów motocykli, na podstawie najlepszych rozwiązań badanych motocykli zagranicznych. Prace prowadzono w doświadczalnych warsztatach na terenie dawnej fabryki broni Bieriezina. W 1929 roku skonstruowano tam pięć różnych doświadczalnych motocykli (IŻ-1 do IŻ-5), które wzięły następnie udział w tym roku w drugim wszechzwiązkowym rajdzie motocyklowym do Moskwy o długości 3300 km. Były to pierwsze motocykle zbudowane w ZSRR, po doświadczalnym motocyklu Sojuz z 1925 r. Z tego, IŻ-1 i IŻ-2 były ciężkimi maszynami o pojemności 1200 cm³, z umieszczonym wzdłużnie silnikiem w układzie V2. Za najbardziej obiecujący uznano najmniejszy IŻ-4 (z zagranicznym silnikiem 200 cm³), lecz żaden z motocykli nie został zaakceptowany przez władze do produkcji z powodu przeciążenia zakładu innymi zadaniami, a doświadczalne prace w Iżewsku zakończono. W celu przyspieszenia produkcji motocykli, władze zdecydowały skopiować niemiecki DKW Luxus 300 i umieścić jego produkcję w Leningradzie jako Ł-300, ponadto prace nad nowymi motocyklami konstruktorzy kontynuowali w instytucie NATI.

### Produkcja przed II wojną światową
Władze przemysłu radzieckiego podjęły jednak w 1932 roku decyzję o umieszczeniu w Iżewsku masowej produkcji motocykli, po czym przystąpiono do budowy specjalizowanego zakładu o nazwie IżMZ (ИжМЗ, Iżewskij Motocykletnyj Zawod – Iżewski Zakład Motocyklowy). Na znaku fabrycznym używano przy tym skrótu w formie „IMZ” (ИМЗ) (taki sam skrót miały późniejsze zakłady w Irbicie). Według założeń, zakład miał produkować tylko konstrukcje opracowane gdzie indziej, mimo to wkrótce zajął się także ich ulepszaniem i rozwojem. Głównym konstruktorem został Wsiewołod Rogożyn. Nowy zakład uruchomiono w 1933 roku, wypuszczając na święto 1 maja tego roku 4 przedseryjne ciężkie motocykle NATI-A-750 (poj. 746 cm³), lecz ich produkcję seryjną po skompletowaniu w Iżewsku dokumentacji przeniesiono do PMZ w Podolsku.
W tym samym 1933 roku uruchomiono w Iżewsku produkcję średnich motocykli IŻ-7 (poj. 293 cm³), stanowiących ulepszenie leningradzkiego Ł-300 (kopii DKW Luxus 300). W pierwszym roku wyprodukowano ich 12, w 1934 – 111, w 1935 – 451, w 1936 – 2207. IŻ-7 zastąpiły następnie jego opracowane już w Iżewsku wersje rozwojowe ze wzmocnionymi silnikami: IŻ-8 z 1938 roku, a potem IŻ-9. Plan produkcyjny na 1939 rok obejmował już 4300 motocykli. W 1941 roku uruchomiono produkcję modelu IŻ-12 z czterosuwowym silnikiem 348 cm³, przejętym z nowego leningradzkiego motocykla Ł-8, lecz zdążono zbudować ich tylko 49. Po niemieckim ataku na ZSRR, w listopadzie 1941 wstrzymano w Iżewsku produkcję motocykli na korzyść produkcji zbrojeniowej, a następnie ewakuowano fabrykę motocykli do Irbitu, gdzie w oparciu o kilka ewakuowanych zakładów utworzono nową fabrykę motocykli (pod późniejszą marką Ural).

### Po II wojnie światowej
Wkrótce po zakończeniu II wojny światowej komisarz ludowy przemysłu zbrojeniowego Dmitrij Ustinow zdecydował w 1946 o podjęciu na nowo w zakładach Iżmasz produkcji motocykli. Pierwszym miała być kopia niemieckiego lekkiego DKW RT 125, lecz dyrekcji zakładów udało się przekonać Ustinowa o celowości produkcji średnich motocykli, jak przed wojną (RT-125 był już produkowany w Moskwie i Kowrowie, jako M1A i K-125). Jako wzór wybrano niemiecki DKW NZ 350 (poj. 346 cm³), na którego konstrukcji oparto nieco ulepszony motocykl IŻ-350, produkowany od końca 1946 do 1951 roku, także w sportowej wersji IŻ-350S. Skompletowanie dokumentacji i oprzyrządowania nastąpiło przy udziale zakładów DKW, w ramach reparacji wojennych. Nową fabrykę otwarto w innym miejscu, niż przed wojną. W 1946 roku wyprodukowano 83 sztuki, w 1947 już 2357 motocykli, mimo pożaru zakładu, a w kolejnym roku – 16 042.
W 1951 roku IŻ-350 został zastąpiony przez ulepszony model IŻ-49 (346 cm³), produkowany do 1958, w którym wprowadzono przede wszystkim nowocześniejsze zawieszenie. Produkcja tego modelu po raz pierwszy przekroczyła pół miliona sztuk. W 1954 roku w zakładach utworzono Specjalne Biuro Konstrukcyjne nr 61 (ros. SKB 61), zajmujące się konstruowaniem dalszych motocykli, wychodzących poza niemiecki wzorzec. W 1956 opracowano wózek boczny do IŻ-49, którego produkcję umieszczono w WPMZ w Wiatskich Polanach. Wózki boczne produkowano też do kolejnych modeli motocykli IŻ, oznaczonych dodatkową literą K (kolaska).
Od 1956 roku wprowadzono do produkcji nowy model IŻ-56 (346 cm³), w którym przede wszystkim zmieniono ramę i ulepszono silnik oraz zmodernizowano wygląd. Dalszym jego rozwinięciem była seria IŻ Planeta (ros. Płanieta), stopniowo modernizowana i produkowana w kolejnych generacjach od 1962 roku przez kolejne cztery dekady. Od 1961 roku produkowano równolegle motocykl IŻ Jupiter z dwucylindrowym silnikiem rzędowym (347 cm³), wzorowanym na nowym niemieckim DKW RT 350, również produkowany następnie w kolejnych generacjach. Obie linie modeli były zunifikowane i odróżniały się głównie silnikiem. W 1966 rozpoczęto produkcję modeli Planeta-2 i Jupiter-2, w 1970 i 1971 – Planeta-3 i Jupiter-3. W kolejnych seriach zwiększano moc silników, modernizowano wygląd i wprowadzano dalsze ulepszenia. Przyczyną produkcji dwóch motocykli o podobnej konstrukcji i pojemności silnika było to, że Jupiter gwarantował wyższą moc, osiągi i komfort, natomiast jednocylindrowa Planeta była prostsza w eksploatacji i naprawach i miała bardziej odpowiednie charakterystyki do wolniejszej jazdy po kiepskich drogach, co miało znaczenie zwłaszcza w wiejskich obszarach ZSRR, a także była tańsza (np. w 1977 roku IŻ Planeta-3 kosztował 650 rubli, Jupiter-3 – 740 rubli, a Jupiter-3K z wózkiem bocznym – 1040 rubli). 
W 1973 roku wprowadzono model Planeta Sport 350, z nowym mocniejszym jednocylindrowym silnikiem o pojemności 340 cm³, o dość wysokich osiągach, lecz jego produkcja była ograniczona, mimo iż trwała 9 lat (był on przy tym droższy od zwykłych modeli – w 1977 roku 1000 rubli). Przez cały okres powojenny zakłady IŻ były też jednym z głównych dostawców motocykli używanych w radzieckim sporcie motocyklowym; modele sportowe były oznaczane nadal numerami.

### Od lat 80. do XXI wieku
W latach 80. i 90. produkowano dalej modernizowane modele Planeta-4, Planeta-5, Jupiter-4 i Jupiter-5, wywodzące się konstrukcyjnie z końca lat 50. Sytuację miał poprawić zakup na początku lat 80. technologii japońskiej Yamahy XT550, lecz prototypów Orion (szosowy) i Marafon (uniwersalny) nie udało się doprowadzić do produkcji seryjnej, a jedynie część podzespołów zaadaptowano od 1990 do produkowanych serii (jak zawieszenie przednie, odlewane koła i hamulce tarczowe). 
W 1960 roku zakłady wypuściły milionowy motocykl, w 1965 – 2-milionowy, w 1970 – 3-milionowy, w 1981 – 6-milionowy, w 1986 – 8-milionowy, w 1999 – 10,7-milionowy. Zakłady maksymalnie produkowały ok. 300 000 maszyn rocznie.
Po przejściu na zasady gospodarki rynkowej w latach 90. zakłady Iż przeżywały trudności ekonomiczne w związku z konkurencją i spadkiem popytu na rynku wewnętrznym, podobnie jak wiele innych radzieckich wielkich zakładów produkujących przestarzałe wyroby nie najlepszej jakości. Zakład podtrzymywał eksport do krajów rozwijających się, gdzie proste motocykle znajdowały popyt. 22 czerwca 1996 roku zakłady motocyklowe wydzielono jako otwartą spółkę-córkę akcyjną (DOAO) Iżmasz-Moto, należącą do Iżmaszu. W 1998 roku wprowadzono też odmianę motocykla Jupiter-5 z nowym silnikiem 347 cm³ chłodzonym wodą (opracowanym przez Iżewskie Zakłady Mechaniczne, będące producentem silników dla Jupiterów). 
Od 2001 produkowano całkiem nowy model Junkier, w stylu określanym w Rosji jako chopper, z silnikiem chłodzonym wodą (347 cm³). Były one kupowane m.in. przez policję rosyjską. W 2000 roku zaprezentowano też całkowicie odbiegający od dotychczasowego profilu produkcji lekki motocykl (motorower) Kornet, z silnikiem 50 cm³ (produkcji WPMZ Mołot). Do produkcji wprowadzono także w tym okresie motocykle z jednocylindrowym silnikiem czterosuwowym pojemności 249 cm³ (Planeta-7, Springbok i Saigak).
1 kwietnia 2008 zaprzestano produkcji motocykli IŻ, w związku z problemami finansowymi koncernu Iżmasz i mało konkurencyjną ofertą zakładów w porównaniu do motocykli zagranicznych, powodującą spadek popytu (do ok. 5000 motocykli rocznie, przy zakładzie obliczonym na produkcję kilkuset tysięcy sztuk).
Warto wspomnieć, że dawne przedwojenne zakłady motocyklowe zostały wydzielone jako osobne przedsiębiorstwo, obecnie OAO Iżewskij Motozawod „Aksion-Holding”, zajmujący się techniką rakietową-wojskową.

## Konstrukcje
W nawiasach daty produkcji (lista nie jest kompletna)

### Przed II wojną światową
- IŻ-1, IŻ-2 (1929) – doświadczalne, silnik 1200 cm³, 2-cylindrowy V wzdłużny, 24 KM
- IŻ-3 (1929) – doświadczalny, silnik 750 cm³ Wanderer, V2[5]
- IŻ-4 (1929) – doświadczalny, silnik 200 cm³ Stock[5]
- IŻ-5 (1929) – doświadczalny, silnik 400 cm³[5]
- IŻ-7 (1933–1938) – silnik 293 cm³, 1-cylindrowy, 2-suwowy, 6,5 KM[23]
- IŻ-8 (1938–1939) – silnik 293 cm³, 1-cylindrowy, 2-suwowy, 8 KM[23]
- IŻ-9 (1939–1941) – silnik 293 cm³, 1-cylindrowy, 2-suwowy, 9 KM[23][d]
- IŻ-12 (1941) – silnik 348,4 cm³, 1-cylindrowy, 4-suwowy, 13,5 KM (49 sztuk)[9]

### Po II wojnie światowej
- IŻ-350 (1946–1951) – silnik 346 cm³, 1-cylindrowy, 2-suwowy, 10,5 KM (126 267 szt.)[10]
- IŻ-49 (1951–1958) – silnik 346 cm³, 1-cylindrowy, 2-suwowy, 10,5 KM[10] (507 603 szt.[11])
- IŻ-56 (1956–1962) – silnik 346 cm³, 1-cylindrowy, 2-suwowy, 13 KM[12] (677 428 szt.[11])
- IŻ Jupiter, IŻ-Ju (1961–1966) – silnik 347 cm³, 2-cylindrowy, 2-suwowy, 18 KM[13] (447 747 szt.[11])
- IŻ Planeta (1962–1967) – silnik 346 cm³, 1-cylindrowy, 2-suwowy, 13 KM[14] (405 303 szt.[11])
- IŻ Planeta-2 (1966–1971) – silnik 346 cm³, 1-cylindrowy, 2-suwowy, 15,5 KM[14] (246 486 szt.[11])
- IŻ Jupiter-2 (1966–1971) – silnik 347 cm³, 2-cylindrowy, 2-suwowy, 22 KM[13] (766 487 szt.[11])
- IŻ Planeta-3 (1970–1977) – silnik 346 cm³, 1-cylindrowy, 2-suwowy, 18 KM[14] (478 496 szt.[11])
- IŻ Jupiter-3 (1971–1977) – silnik 347 cm³, 2-cylindrowy, 2-suwowy, 25 KM[13] (296 711 szt.[11])
- IŻ Planeta Sport 350 (1973–1984) – silnik 340 cm³, 1-cylindrowy, 2-suwowy, 30 KM[4] (215 210 szt.[11])
- IŻ Planeta-3-01 (1978–1981) – silnik 346 cm³, 1-cylindrowy, 2-suwowy, 20 KM[24] (400 842 szt.[11])
- IŻ Jupiter-3-01 (1978–1980) – silnik 347 cm³, 2-cylindrowy, 2-suwowy, 25 KM[13] (471 246 szt.[11])
- IŻ Jupiter-3-02 (1979–1981) – silnik 347 cm³, 2-cylindrowy, 2-suwowy (254 316 szt)[11]
- IŻ Planeta-3-02 (1981–1985) – silnik 346 cm³, 1-cylindrowy, 2-suwowy (216 101 szt)[11]
- IŻ Jupiter-4 (1981–1985) – silnik 347 cm³, 2-cylindrowy, 2-suwowy, 28 KM[13][5] (1 038 678 szt[11])
- IŻ Planeta-4 (1983–) – silnik 346 cm³, 1-cylindrowy, 2-suwowy, 20 KM[25] (167 092 do 1986 r.[11])
- IŻ Jupiter-5 (1985–1988) – silnik 347 cm³, 2-cylindrowy, 2-suwowy, 24 KM (213 179 do 1986 r.)[13][11]
- IŻ Planeta-5 (1987-2008) – silnik 346 cm³, 1-cylindrowy, 2-suwowy, 22 KM[26][5]
- IŻ Jupiter-5-01 (1988–) – silnik 347 cm³, 2-cylindrowy, 2-suwowy, 24 KM[13]
- IŻ Planeta-7 – silnik 249 cm³, 1-cylindrowy, 4-suwowy, 20 KM[21]
- IŻ Springbok (1997–) – silnik 249 cm³, 1-cylindrowy, 4-suwowy, 21 KM[21]
- IŻ Saigak – silnik 249 cm³, 1-cylindrowy, 4-suwowy, 21 KM[21]
- IŻ Junkier (2001–) – silnik 347,6 cm³, 2-cylindrowy, 2-suwowy, 24,5 KM, chłodzony wodą[20]
- IŻ Kornet (2000 prezentacja) – silnik 50 cm³, 1-cylindrowy, 2-suwowy[4]

### Sportowe
(lista niepełna)
- IŻ-350S (1947) – silnik 346 cm³, 1-cyl. 2-suwowy, 10,5 KM[10]
- IŻ-50 (1951–) – sportowa (crossowa) wersja IŻ-49[10]
- IŻ-54A – sportowy (wyścigowy), silnik 346 cm³, 1-cyl. 2-suwowy, 20 KM[27]
- IŻ-58 – sportowy (początkowo pod tym oznaczeniem projektowany był IŻ-Jupiter)[13]
- IŻ-61K (1961) – sportowy (crossowy), silnik 340 cm³, 1-cyl. 2-suwowy, 25 KM[4]
- IŻ-62Sz (1962) – sportowy (wyścigowy), silnik 346(?) cm³, 2-cyl. 2-suwowy, 28 KM[27]
- IŻ-344A (1962) – sportowy (wyścigowy), silnik 344 cm³, 3-cyl. W, 2-suwowy, 36 KM[4]
- IŻ-64K/M (1967) – sportowy (crossowy/wielobojowy)[17]
- IŻ-M10 (1967) – sportowy[28]
- IŻ-M12 (1968) – sportowy, silnik 227 lub 339 lub 351 cm³, 1-cyl. 2-suwowy, 25 lub 33 lub 33 KM[28]
- IŻ-K11/M11 (1969) – sportowy (crossowy/wielobojowy), silnik 346 cm³, 1-cyl. 2-suwowy, 25 KM[17]
- IŻ-Sz11 (1970) – sportowy (wyścigowy), silnik 347 cm³, 2-cyl. 2-suwowy, 35 KM, 160 km/h[17]
- IŻ-K14/M14 – sportowy (crossowy/wielobojowy), silnik 346 cm³, 1-cyl. 2-suwowy, 28 KM[17]
- IŻ-Sz12 – sportowy (wyścigowy), silnik 347 cm³, 2-cyl. 2-suwowy, 40 KM[17]

Prototypy
- IŻ Saturn – prototyp z ramą skorupową
- IŻ Sirius – prototyp z wtryskiem paliwa
- IŻ 555 (lata 60.) – prototyp, silnik 500 cm³, 2-cylindrowy, 2-suwowy[4]
- IŻ Orion (lata 80.) – prototyp, silnik 1-cylindrowy, 4-suwowy[4]
- IŻ Marafon (lata 80.) – prototyp, silnik 1-cylindrowy, 4-suwowy[4]
- IŻ Lider (1999)[4]